# Luminismus
Luminismus ist ein Begriff, der in der kunsthistorischen Literatur für unterschiedliche Kunststile und -strömungen verwendet wird, bei einigen eher nur vage.
Der Begriff wurde verwendet für:
- Amerikanischer Luminismus: Dieser Begriff wurde 1954 von dem Kunsthistoriker John I. H. Baur für eine vor-impressionistische Strömung der nordamerikanischen Landschaftsmalerei des 19. Jahrhunderts geprägt. Seine Hauptzeit liegt etwa zwischen 1850 und 1875.
- Belgischer Luminismus: Dies ist eine neo-/post-impressionistische Strömung in Belgien. In diesem Fall leitet sich der Name von der Künstlergruppe Vie et Lumière ab, die 1904 gegründet wurde, zu deren Mitgliedern Anna Boch, Emile Claus, William Degouve de Nuncques, Adrien Heymans und George Morren gehörten.
- Amsterdamer Luminismus oder holländischer Luminismus: Dies ist eine post-impressionistische Strömung in Amsterdam, die ihre Blütezeit zwischen 1908 und 1910 hatte.
- Luminismus wird auch als alternative Bezeichnung für Lichtkunst verwendet.
- Die Luministische Schule von Sitges war eine zwischen dem katalanischen Realismus und Modernisme angesiedelte Landschaftsmalereischule.
- Frank Rutter verwendete den Begriff Luminismus in seinem Buch Modern Masterpieces von 1940 und charakterisierte damit den „Versuch, in der Malerei die Farbe des Lichts auszudrücken“.[1]